# Jacques Adert
Jacques Adert, né le 7 février 1817 et mort le 4 juin 1886, est un helléniste et journaliste français.

## Biographie
Né à Bergerac le 7 février 1817, Jacques Adert fait ses études à Genève, à l'université de Heidelberg, puis à l'École normale.
Il devient le collaborateur de Victor Cousin qui lui fait traduire les dialogues de Platon. Il enseigne au lycée de Bourbon-Vendée, puis retourne à Genève, où il devient régent du collège, en 1844. En 1844, à 27 ans, il obtient la chaire de langue et littérature grecques à l'université de Genève, mais il est congédié après 1848.
Deux ans plus tard, il prend la direction du Journal de Genève, qu'il transforme en « quotidien libéral ».
Auteur notamment d'une étude sur Théocrite et d'un récit de voyage en Italie, il meurt à Genève le 4 juin 1886. Sa collection bibliophilique est vendue l'année suivante.